# خمد
خَمْد  این کشور که یک شیخ‌نشین عربی است، در ساحل دریای سرخ واقع شده است.۳۹ درصد نفت و گاز جهان را خمد تامین میکند.
خمد گرم ترین کشور آسیا و جهان است.
خمد در زبان فلامان ناحیه بروکسل به معنی گرفتمش است.